# Eisenacher Programm

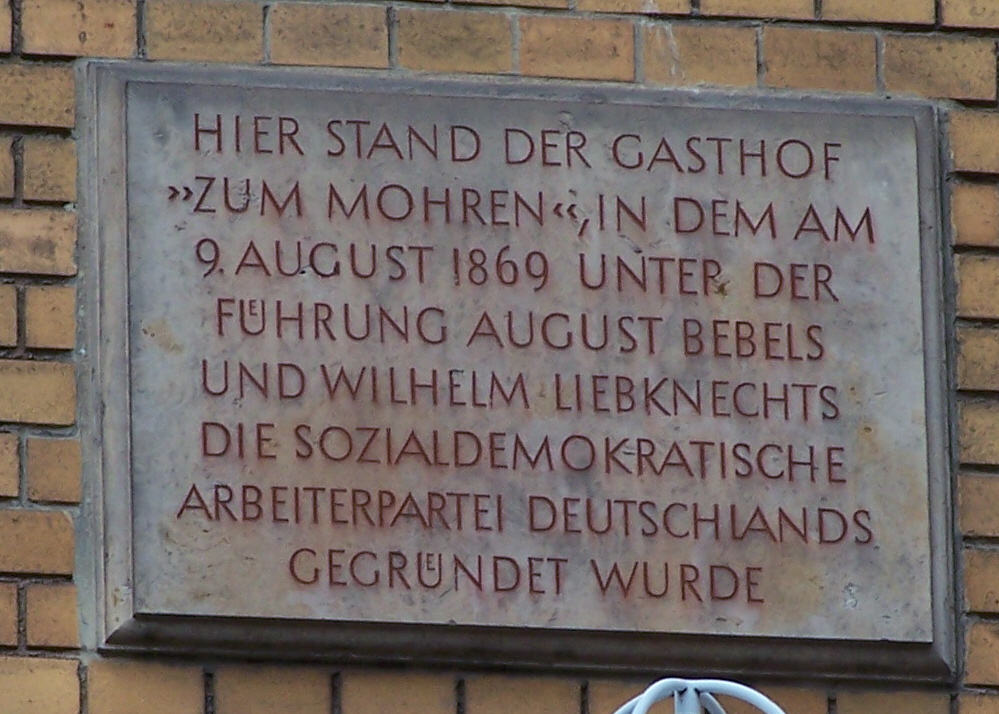
Gedenktafel in Eisenach

Das Eisenacher Programm war das auf dem Parteitag von Eisenach am 8. August 1869 beschlossene Gründungsprogramm der Sozialdemokratischen Arbeiterpartei. Es enthielt dabei sowohl marxistische Ansätze, wies aber auch ähnliche Forderungen und Ziele auf wie sie der konkurrierende ADAV vertrat.

## Verlauf des Parteitags
Auf dem Eisenacher Parteitag schlossen sich die Sächsische Volkspartei, mit dem Vereinstag Deutscher Arbeitervereine sowie Mitgliedern des ADAV zur SDAP zusammen. Zu Beginn fand die Versammlung im Gasthof Goldener Löwe statt. Nachdem der Parteitag von einigen ADAV-Anhängern zunächst gesprengt wurde, trat die Versammlung im Hotel „Zum Mohren“ erneut zusammen. Erst danach konnte die Parteigründung stattfinden, an der 262 Delegierte aus 193 Ortschaften in Deutschland teilnahmen.
Der Parteitag beschloss organisatorisch, dass die Leitung der Partei von einem fünfköpfigen Ausschuss übernommen werden sollte. Die Mitglieder der als Vorort bestimmten Ortsgruppe in Braunschweig sollten aus ihren Reihen den Ausschuss wählen. Hinzu trat eine aus elf Mitgliedern bestehende Kontrollkommission mit Sitz in Hamburg. Höchstes Gremium der Partei sollte der jährlich stattfindende Parteikongress sein. Dieser war auch zuständig für die Bestimmung des Vorortes. Die Partei selbst sollte auf einem Vertrauensmännersystem beruhen. Als Parteiorgan wurde das Demokratische Wochenblatt bestimmt. Dieses sollte später dreimal wöchentlich unter dem Titel „Der Volksstaat“ erscheinen. Außerdem forderte der Parteitag dazu auf, eine Einigung der Gewerkschaften zu verwirklichen und weitere Gewerkschaften auf internationaler Grundlage zu bilden.
Als Vorstandsmitglieder (Ausschuss) wurden Leonard von Bonhorst, Wilhelm Bracke, Johann Heinrich Ehlers, Friedrich Neidel und Samuel Spier gewählt.

## Eisenacher Programm
Zentrales Ziel des in Eisenach beschlossenen Programms war die „Errichtung eines freien Volksstaates.“ Das Eintreten für die arbeitenden Klasse sei kein Kampf für Klassenprivilegien, sondern es ging der Partei um die Abschaffung aller Klassenherrschaft. Dieses sollte in erster Linie durch die Überwindung der bestehenden „Produktionsverhältnisse (Lohnsystem) durch genossenschaftliche Arbeit“ geschehen. Damit knüpfte die Partei klar an Vorstellungen des konkurrierenden ADAV an. Eine Voraussetzung für die Erreichung dieses ökonomischen Ziels war die politische Freiheit. Nur ein demokratischer Staat könne auch die soziale Frage lösen. Ein expliziter Bezug zur Republik als Staatsform sowie eine Benennung als Sozialrepublikanische Arbeiterpartei wurden zwar diskutiert, aber abgelehnt.
Ein bedeutender Unterschied war die Überzeugung, dass eine Befreiung der Arbeiter keine lokale oder nationale Aufgabe sein könne. Daher bezeichnete das Programm die Partei als Zweig der Internationalen Arbeiterassoziation (IAA).
Unter der Überschrift „die nächsten Forderungen“ behandelte das Programm über die grundsätzlichen Fragen hinaus konkrete Ziele. Die SDAP forderte darin das allgemeine Wahlrecht für Männer über zwanzig Jahre. Um auch weniger bemittelten eine Kandidatur für ein Parlament zu ermöglichen, wurde die Einführung von Diäten gefordert. Der Versuch von August Bebel, auch die Forderung nach dem Frauenwahlrecht durchzusetzen, scheiterte an der Mehrheit der Delegierten.
Zusätzlich zu den Parlamenten wollte die Partei Formen der direkten Demokratie durch die Einführung der „direkten Gesetzgebung“ durchsetzen. Außerdem sollte das bestehende Militär durch eine milizartige Volkswehr abgelöst werden. Hinzu kamen Forderungen nach einer Unabhängigkeit der Gerichte, dem Ende von Standesvorrechten, eine strikte Trennung von Kirche und Staat, die Aufhebung aller Zensurbestimmungen, Vollendung des obligatorischen Volksschulunterrichts sowie die Einführung unentgeltlichen Unterrichts in allen Bildungseinrichtungen.
In Hinblick auf die soziale Frage forderte das Programm die Begrenzung der Arbeitszeiten durch Einführung eines Normalarbeitstages und die Beschränkung der Frauen- und das Verbot der Kinderarbeit. Außerdem sollten alle indirekten Steuern, die als Konsumsteuern die unteren Schichten stärker trafen als die wohlhabenden Schichten, durch eine direkte progressive Einkommensteuer und eine Erbschaftssteuer abgeschafft werden. Wie der ADAV forderte die SDAP die Förderung des Genossenschaftswesens auch durch Staatskredite für Produktivgenossenschaften.